# Triepeolus simplex
Triepeolus simplex là một loài Hymenoptera trong họ Apidae. Loài này được Robertson mô tả khoa học năm 1903.